# Anne Hov
Anne Hov (6 de enero de 1846-25 de enero de 1936) fue una granjera noruega de Gudbrandsdalen. Se le atribuye el desarrollo de la versión moderna del queso brunost. Recibió el apodo de "la madre del queso Gudbrandsdal", en contraste con el granjero Ole Steberg de Ringebu, a quien se le llama "el padre del queso Gudbrandsdal".

## Biografía
Anne Olsdatter, hija de Ola Kvålen y Kari Olsdatter, se crio en la granja Solbrå (Solbråsetra) de la parroquia de Nord-Fron, en el valle de Gudbrandsdalen, en Oppland.
Tradicionalmente, el brunost se elaboraba en las granjas de toda Noruega hirviendo el suero sin añadir leche ni nata. Se obtenía así un producto magro rico en azúcar. Mientras trabajaba en una granja de montaña cerca de Gålå durante 1863, a Hov se le ocurrió la idea de añadir nata al suero de leche de vaca y hervirlo en una olla de hierro hasta reducir el contenido líquido, creando un producto más firme, graso y parecido al queso. Al principio lo llamó Feitost ("queso graso"). El producto se popularizó inmediatamente y pronto se empezó a producir y consumir en la zona. Más tarde, el nombre se cambió a Fløtemysost ("Queso de suero cremoso") y esta variedad es actualmente un tipo de queso muy popular.
En la segunda mitad del siglo XIX, Gudbrandsdalen sufría económicamente debido a la caída de las ganancias provenientes de las ventas de grano y mantequilla. Cuando Anne Hov se casó con Tor Olsen Hov y se trasladó a Rusthage (Rusthågå), en Vinstra en   Nord-Fron, empezó a producir queso a mayor escala e inventó una variedad en la que añadía leche de cabra a la mezcla para conseguir un sabor más pronunciado. Los vecinos de Hov admiraban lo que llamaban su «mezcla», y al comerciante local Ole Kongsli le gustó tanto que pensó que podría haber un mercado para el producto en Oslo. Ole Kongsli empezó a exportarlo a sus contactos comerciales de Oslo con el nombre de Gudbrandsdalsost («Queso de Gudbrandsdal»), y tuvo tanto éxito que contribuyó significativamente a la economía de la región, ayudando así a Gudbrandsdalen a salir de la recesión.
En 1933, a la edad de 87 años, Hov recibió la Medalla al Mérito del Rey (Kongens fortjenstmedalje) en plata por sus contribuciones a la cocina y la economía noruegas.
Anne Hov murió el 25 de enero de 1936. Tenía cuatro hijos vivos en el censo del 1 de diciembre de 1920  y vivió con dos hijas cerca de Ringsaker en los años previos a su muerte.